# 福州柿
福州柿（学名：Diospyros cathayensis var. foochowensis）为柿科柿属下的一个变种。

## 扩展阅读
- 維基物種上的相關：福州柿